# Pedro Bandeira Freire
Pedro Bandeira Freire (Lisboa, 2 de agosto de 1939- Lisboa, 16 de abril de 2008) foi um escritor e cineasta português. 
Frequentou o Colégio Militar e fundou em 1975, o Cinema Quarteto, a primeira sala de cinema multiplex (quatro salas, cada uma com um filme diferente) em Portugal, e a Livraria Opinião. Foi letrista de várias canções como "Ternura dos Quarenta" e "Minha Quinta Sinfonia", cantadas por Paco Bandeira. 
Morreu vítima de acidente vascular cerebral, falecendo no Hospital de Santa Maria.

## Cinema
Como realizador fez a sua estreia  com a curta-metragem "Os Lobos" (1978) e foi actor em "A Crónica dos Bons Malandros" (1984), filme realizado por Fernando Lopes, baseada na obra homónima do jornalista e escritor Mário Zambujal.